# Sara Persson
 Der er for få eller ingen kildehenvisninger i denne artikel, hvilket er et problem. Du kan hjælpe ved at angive troværdige kilder til de påstande, som fremføres i artiklen.

Sara Persson (født 23. juni 1980 i Danderyd) er en svensk badmintonspiller. Hun har ingen større internationale mesterskabs titler, men kvalificerede sig til VM i 2005 hvor hun tabte i anden runde mod Wang Chen fra Hong kong. Persson var udtaget til at repræsentere Sverige under Sommer-OL 2008, hvor hun røg ud mod Petya Nedelcheva fra Bulgarien. 